# Лойя-джирга
Лойя-джирга (пушту لويه جرګه «велика рада») — всеафганська рада старійшин (представників), яка нерегулярно обирається від етно-племінних груп для розв'язання кризових ситуацій (наприклад, обрання короля). Аналог російського Земського Собору. Остання Лойя-джирга (голова Себгатулла Моджадіді) скликалась у 2002–2004 роках для затвердження нової афганської конституції.

## Історія
- 1411 перша відома лойя джирга скликана для вирішення питання щодо міграції групи пуштунських племен з Кандагара в Пешавар.
- 1747 лойя джирга обирає в Кандагарі короля Ахмеда-шаха Дуррані